# Monte Subasio

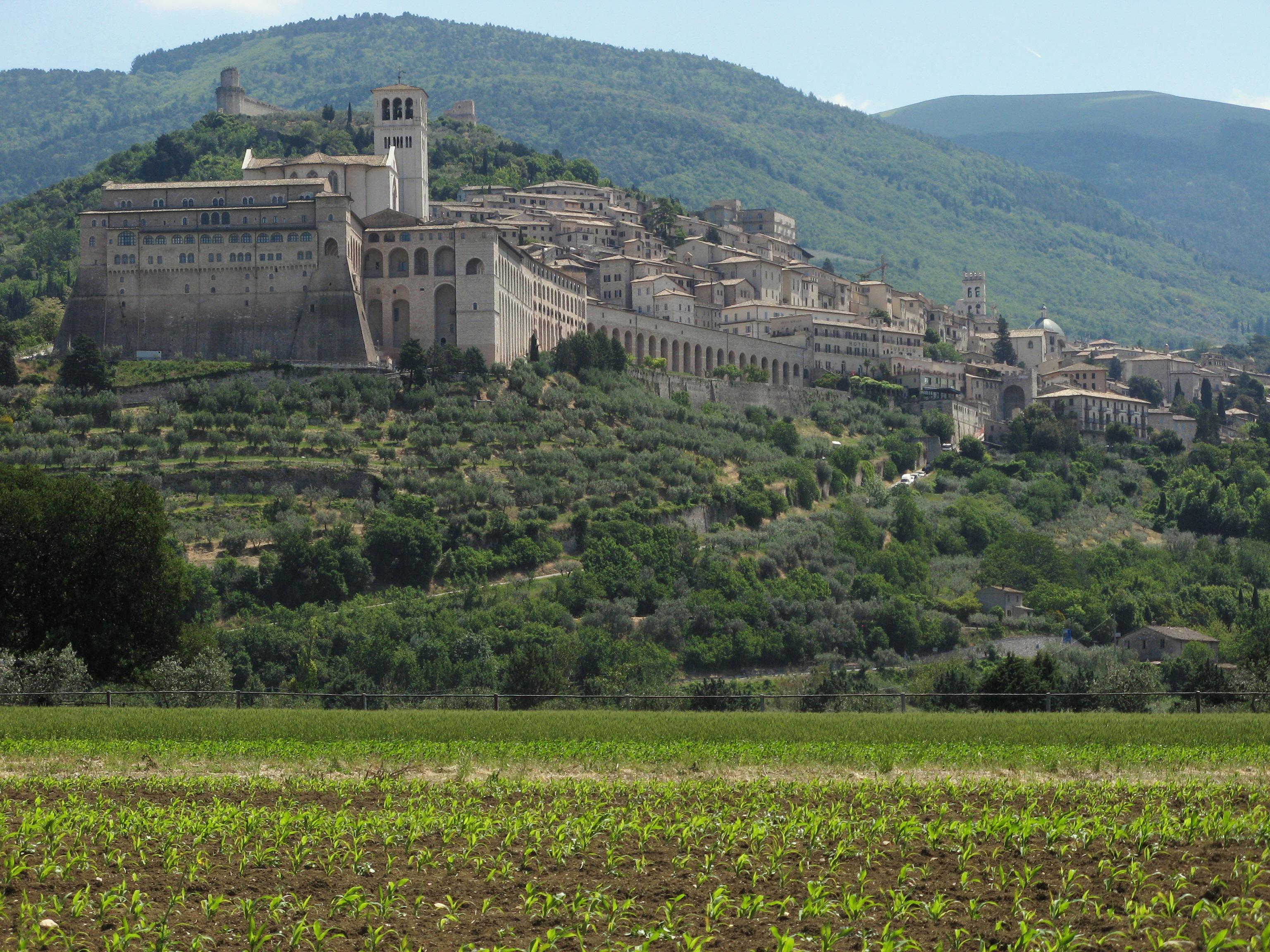
Monte Subasio y Asís.

El Monte Subasio (en italiano Monte Subasio) (43°3′N 12°40.5′E / 43.050, 12.6750), es una montaña de los montes Apeninos en el sitio en el que fue fundada la ciudad de Asís en tiempos de Roma, en la región italiana de Umbría. 
La montaña mide alrededor de unos 1290 metros sobre el nivel del mar. 
Sus piedras rosas fueron utilizadas para muchas construcciones franciscanas en la localización patrimonio mundial de Assisi.
Hay un gran parque natural llamado Parco del Monte Subasio, donde se puede estudiar la vida salvaje y la vegetación del centro de Italia.

## Historia
El castillo Sasso Rosso (roca roja) sito en la loma del monte fue el sitio donde Santa Clara de Asís y Santa Inés de Asís pasaron su infancia, según la tradición eran las hijas de Favorino Scifi, Conte de Sasso-Rosso, el representante rico de una familia antigua romana, que poseyó un palacio grande en Asís también.
El Abad de San Benedicto de Monte Subasio dio la pequeña iglesia de Porcíuncola alrededor 1208 a  San Francisco de Asís.